# Алфред Кинси
Алфред Чарлс Кинси (на английски: Alfred Charles Kinsey) (23 юни 1894 – 25 август 1956) е американски биолог и професор по ентомология и зоология, изследовател на сексуалността.
През 1947 г. основава Института за изследване на секса, пола и репродуктивността. Изследванията на Кинси върху сексуалността повлияват дълбоко на обществените и културни ценности в САЩ и много други страни през 1960-те години с настъпването на сексуалната революция.

## Биография

### Произход
Алфред Кинси е роден на 23 юни 1894 г. в Хоубоукън, Ню Джърси в семейството на Алфред Сегуин Кинси и Сара Ан Чарлс. Алфред е най-малкият от три деца. Майка му има само основно образование, баща му е професор в Института по технологии „Стивънс“. Финансово необезпеченото семейство не може да си осигури качествено медицинско обслужване, което води до неадекватното лечение на редица заболявания на малкия Кинси, сред които рахит, остър ревматизъм и коремен тиф. Рахитът, водещ до изкривяване на гръбначния стълб, води до лекото му изгърбване, заради което Алфред е освободен от военна служба през 1917 г. през Първата световна война.

### Детство
Родителите на Кинси са консервативни християни и това оставя силен отпечатък върху целия му живот. Баща му е известен като един от най-набожните членове на местната Методистка църква и като резултат повечето социални контакти на младия Алфред са с други членове на паството, предимно изразени в мълчаливо присъствие на дискусии по религиозни въпроси. Бащата на Кинси налага строги правила в домакинството, включително отреждането на съботния ден като ден за молитва (и някои други занимания), забрана за връзки с момичета и въобще на всичко доближаващо се като понятие до секса, включително мастурбирането. Подобно строго възпитание не било съвсем необичайно за времето си. Повечето колежани първокурсници знаели твърде малко дори за собствената си, мъжка сексуалност. Като дете на Кинси е забранено да узнава каквото и да е по темата, която сетне му носи световна известност. Впоследствие Кинси се отказва от методизма на родителите си и става агностик.
На млади години Кинси показва засилен интерес към природата и лагеруването. Той сътрудничи и често лагерува с местната Младежка мъжка християнска асоциация (Young Men's Christian Association, YMCA). До такава степен се въодушевява от тези си занимания, че пожелава да работи професионално към асоциацията след като завърши образованието си. Отзвук от тези интереси се открива и в студентската му дисертация по психология за груповата динамика при младежите. Той се присъединява към Бой скаутите, когато се формира група в църковната му община. Родителите му силно насърчават тези му интереси, заради силно християнското влияние в бой скаутските групи по това време. Макар да отнема на повечето момчета около пет или шест години, с особено усърдие Кинси се издига в скаутската йерархия до ранг на скаут орел само за две години. Тези занимания дават тон на „ентомологичния“ период в кариерата на бъдещия д-р Кинси. Въпреки сърдечните си проблеми, следствие на множеството му заболявания, младият Алфред участва в редица трудни преходи и походи.

### Гимназия
В гимназията Кинси е тих и усърден ученик. Незаинтересуван от спорта, той отдава огромната си енергия на академични занимания и уроци по пиано. За известен период Алфред се надява да стане концертиращ пианист, но впоследствие решава да се съсредоточи върху научните си занимания. Ранно развитата му способност да се съсредоточава за дълго време в изследванията си е негова отличителна черта, която по-късно му служи добре както в колежа, така и в професионалната кариера. Изглежда и през време на гимназията не завързва особени приятелства или друг род забележителни социални контакти, но придобива уважение за безспорния си академичен потенциал. През този период Кинси развива интерес към биологията, ботаниката и зоологията. По-късно той посочва Натали Роет, гимназиалната си учителка по биология, като свой основен вдъхновител в тези нови за него научни интереси.

### Колеж
След като се дипломира в Колумбийската гимназия в Мейпълуд, Кинси споделя с баща си намерението си да се занимава с ботаника в колежа. Баща му обаче иска от него да учи машиностроене в Института „Стивънс“ в Хоубоукън. Кинси отива в института, но се чувства нещастен. По-късно определя времето, прекарано там, като най-безсмислено пропиления период в живота му. Въпреки всичко той се отдава на учението. Посещава курсове по инженерство и английски език, но няма как да задоволи интересите си към биологията. В края на втората година в института той събира смелост да се противопостави на баща си и заявява намерението си да се премести в колежа Боудоин в Мейн. Баща му е твърдо против, но впоследствие отстъпва. Заедно с тази своя победа обаче, Алфред понася и отчуждението с баща си, което силно му повлиява в продължение на години.
През 1914 г. Кинси постъпва в колежа. Две години по-късно е приет в дружеството „Фи Бета Капа“ и се дипломира с особени заслуги (magna cum laude) с научни степени по биология и психология. Продължава изследванията си в института „Боси“ на Харвардския университет, който развива една от най-уважаваните биологични програми в САЩ. Там Кинси учи при Уилям Мортън Уилър, учен с изключителни приноси към ентомологията. Под негово ръководство Алфред работи практически самостоятелно. За докторската си дисертация Кинси избира шикалкотворките (Cynipidae). Той започва да събира представители на вида с маниакално усърдие. Пътува много и извършва 26 детайлни измервания на стотици хиляди шикалкотворки. Методологията му е важен принос в науката ентомология. За своят труд Кинси става доктор на науките на Харвардския университет през 1919 г. През 1920 г. с подкрепата на Американския музей по естествена история в Ню Йорк публикува няколко статии, представяйки шикалкотворките и тяхната филогенеза пред научното общество. Получава признание от колегите си и академична репутация за биологичните си изследвания и успехите в областта на таксономията и еволюцията.

### Брак
Кинси се жени за Клара Бракън Макмилън, която нарича Мак, през 1921 г. Имат четири деца. Първият им син, Доналд, умира от диабет през 1927 г., малко преди да навърши 5-годишна възраст. Раждат се още Ан (1924), Джоан (1925) и Брус (1928).

### Кариера

#### Ентомология
След успеха на изследванията му върху дъболистните шикалкотворки, Кинси е назначен за асистент в катедрата по зоология в Университета в Индиана през 1920 г. Съпругата и приятелите му започват да го наричат Прок (Професор Кинси). Тук неуморният Кинси продължава работата си с шикалкотворките, пътувайки постоянно през следващите 16 години в стремеж да събере и опише възможно най-голям брой екземпляри от разнородни популации. Той е особено заинтересован от еволюционната история на малкото насекомо с размери от 1 до 8 милиметра и през 1930 г. публикува монография „Родът Cynips на шикалкотворките: изследване произхода на вида“. През 1935 г. публикува втория си труд по темата – „Произход на по-високите разреди Cynips“. Кинси вече е експерт по проблемите на този паразитен вид оса.

#### Учебник
Кинси публикува един доста успешен и широкоупотребяван гимназиален учебник, „Въведение в биологията“, през октомври 1926 г. В учебника е изразена подкрепа за еволюционната теория и обединение на разделените по онова време дялове на ботаниката и зоологията.

#### Човешка сексуалност
Въпреки пространната си и всеотдайна работа в областта на ентомологията, името на Алфред Кинси остава в историята на науката преди всичко с изследванията в областта на човешката сексуалност – изследвания с характер и мащаби, даващи основания той да бъде считан за баща на сексологията. Интереса на Кинси в областта започва около 1933 г. след обширни дискусии по проблема с колегата му Робърт Крок.
През 1935 г. Кинси е помолен от Университета в Индиана да съгласува програмата на един мултидисциплинарен факултет, в който ще се води курс за брачните взаимоотношения. В курса лекции трябва да изнесат различни преподаватели – по етика, право, социология, икономика, медицина и Кинси, като преподавател по биология. Така той изнася първата си публична лекция по темата, в която остро критикува „ширещото се невежество по въпросите на секса и физиологията“ и изказва тезата, че „късният брак“ (който означава и късно начало на сексуалния живот според изискванията за „обществено благоприличие“ на времето) може да бъде психологически зловреден. С открития си и обективен стил, лишен от догматиката и тесногръдието на своите колеги, Кинси бързо спечелва сърцата на студентите и те скоро започват да търсят съвети по сексуалните въпроси от него дори в личния му кабинет. Той обаче бързо открива, че няма готови отговори за всички въпроси, главно поради факта, че те никога не са били разглеждани сериозно от науката дотогава, а са били игнорирани по морални съображения. Кинси е поразен от научното невежество и предубеденост в подхода на всички източници, с които успява да направи справка в богатите университетски библиотеки и архиви. Основното му възмущение като специалист по таксономия е непредставителността на малочислените обекти, разгледани в наличните научни извори. Като друга слабост той отчита примесването на науката с въпроси за моралните ценности и философските концепции.
След като установява, че от страна на научното мнозинство дотогава е подхождано с явно субективни презумпции по въпроси като мастурбацията, хомосексуалността, предбрачния секс и т.н., Кинси се наема сам да проведе такова проучване с мащаби, достойни да претендират за достоверност на изводите. Той започва, записвайки разкази на студентите си и поради популярността на курса скоро установява, че за кратко време е събрал материал, надхвърлящ по обем дотогавашните отделни изследвания. През 1938 г. той планира и започва амбициозна програма за обзорно изследване върху сексуалността, в което да събере материал от около 100 000 души, който да разгледа в серия научни разработки по темата: изследване на сексуалното поведение при мъжете, на сексуалното поведение при жените, на сексуалното поведение в брака, „хетеро-хомосексуалното равновесие“, на законовите аспекти на сексуалността, на проституцията и др. До края на живота си Кинси не успява да изпълни това си амбициозно начинание, но въпреки това събира безпрецедентно по мащабите си количество информация – над 18 000 интервюта, – надвишаващо многократно обема на проведените дотогава изследвания. Финансиране проф. Кинси получава от Фондацията „Рокфелер“.
Неговите доклади започват с публикуването на „Сексуалното поведение на мъжа“ през 1948 г. като резултат от десетгодишен неуморен труд. През 1953 г. излиза и „Сексуалното поведение на жената“. За кратко време Кинси става национална сензация, публикации за него има във водещи обзорни списания. В трудовете си той прави смущаващи разкрития. В близо 100 страници изложение на статистическите методи, той показва, че:
- между 27 и 37% от женените мъже признават за поне една извънбрачна връзка;
- над 90% от мъжете мастурбират;
- 69% от мъжете са имали някакъв вид орално-генитален сексуален контакт с друг мъж;
- 37% от мъжете признават за поне един хомосексуален сексуален акт, довел до оргазъм и т.н.[3]

Тези и множеството други данни водят до буря от полемики, разглеждани като спусъкът на сексуалната революция през 60-те. Президентът на факултативния съвет на университета в Индиана, Хърман Б. Уелс, определя труда на Кинси като тест за „академичната свобода“.

### Последни години
Алфред Кинси умира на 25 август 1956 г., на 62-годишна възраст вследствие на сърдечни проблеми и пневмония.

## Полемика
Трудовете на Кинси, винаги асоциирани със сексуалната революция в САЩ, подхранват значителни полемики след публикуването си. Както самите доклади, така и частният живот на професора стават обект на тези полемики. Спорен е преди всичко проблемът за сексуалния морал. Част от обществото буквално се разцепва на две. Десните християни намират методите и основните принципи в работата на Кинси за несъвместими с техния религиозен и социално консервативен мироглед. Дори днес името на Кинси е способно да предизвика фанатична омраза.
Понастоящем най-известният хулител на Кинси е д-р Джудит Райзман, основателка на RSVPAmerica, абревиатура за „Да възстановим сексуалното целомъдрие и непорочност на Америка“. Райзман твърди, че Кинси и екипа му са насилвали сексуално деца, за да получат данните от таблици 30 – 34 от „Сексуалното поведение на мъжа“. Мотивите ѝ за това идват от там, че според нея няма как иначе Кинси да се е сдобил с данните за случаи на оргазъм в детска възраст у над 300 респондента (изследвани/наблюдавани обекти). Д-р Джон Банкрофт, директор на Института „Кинси“, твърди че темата за сексуалните взаимоотношения между възрастни и деца е преднамерено избрана от опонентите на Кинси с цел лесно да го дискредитират, възползвайки се от емоционално деликатната тема: „Днес, когато има тревога подправена с истерия по въпроса за сексуалните злоупотреби с деца, винаги стигаме до положението, в което обвинения е обявен за виновен, до доказване на противното – каква по-добра клевета, за да дискредитираш някого?“ Институтът „Кинси“ твърдо застава зад позицията, че Алфред Кинси никога не е издевателствал сексуално над непълнолетни, нито е наемал други да го вършат; и че винаги е интервюирал децата в присъствието на родителите им. Други отправят критиката си в областта на статистиката – немалка част от материала на Кинси е събрана от затворници.
Християнската консервативна организация Съвет за изследване на семейството (Family Research Council, FRC) е друг главен критик на Кинси. Организацията приглася на твърденията на Райзман в документалния си филм „Децата от таблица 34“, но този проблем не е в основния им фокус. Основният въпрос занимаващ СПС е сексуалната ориентация и хомосексуалността. Тезата на Кинси по въпроса е, че хората не попадат стриктно в тотални категории като „хетеросексуален“ или „хомосексуален“. Според него повечето попадат в междинното пространство между тези понятия, степенувайки преход от единия до другия край на ска̀ла, чиято среда е бисексуалността. Според Съвета за проучване на семейството това е опит от страна на Кинси да легитимира греховната сексуална ориентация, известна като „хомосексуалност“. (вж. Скала на Кинси, Религия и сексуалност).
Именно докладите на Кинси, както и работата на психоложката Ивлин Хукър, са част от основните аргументи на Американската асоциация по психиатрия да премахне хомосексуалността от списъка си с психични заболявания, отказвайки да подкрепя разглеждането ѝ като нещо „нередовно“ или нуждаещо се от преправяне. Въпреки това, изследванията на Кинси продължават да бъдат разглеждани с критичен поглед.
Встрани от работата си, Кинси трябва да търпи и слухове за необичайните си сексуални практики. В биографичната книга „Алфред Кинси: Публичен/Частен живот“ Джеймс Джоунс го описва като бисексуален мазохист. Твърди се още, че е окуражавал към групов секс дипломиралите се негови студенти, съпругата си и екипа си. Известно е, че Кинси и екипът му са заснемали филми със сексуални актове в таванското помещение на домът му, като част от работата им. Биографът Джонатан Гаторн-Харди обяснява това, търсейки мотив в стремежа към секретност на заснетия материал. Опоненти на Кинси твърдят, че целта на тази продукция е с чисто порнографски характер. Джеймс Джоунс отбелязва, че със знанието на Кинси съпругата му е поддържала сексуални контакти с други мъже, но двамата остават женени в продължение на 35-години, а връзката им е сексуално активна чак докато професора не се разболява в края на живота си. Нито едно от тези твърдения не е подкрепено от Института „Кинси“. Макар и някои да са потвърдени от независими източници, като твърдението за бисексуалността му, други остават спорни.  Архив на оригинала от 2017-01-02 в Wayback Machine.  Архив на оригинала от 2013-10-02 в Wayback Machine.
Трудовете на Кинси продължават да предизвикват вълнения десетилетия след публикуването си. Критики продължават да предизвикват недоказаните твърдения за сексуални злоупотреби с деца, подхранвани главно от данните на г-н Х – интервюиран от Кинси анонимен мъж, който твърди че е имал стотици сексуални актове от разнороден характер, в това число и инцестуални актове с деца – данни, щателно документирани от Кинси в неприкрити детайли.
Макар изследванията на Кинси да предизвикват бум от проучвания в пренебрегвани дотогава научни области, продължават яростните обвинения в статистически и методологически грешки и недостатъци. И днес Кинси е цитиран като авторитетен източник, въпреки съмненията във валидността на някои от данните му.

## В медиите
Животът на проф. Алфред Кинси е тема на биографичния филм „Кинси“ (2004) с Лиъм Нийсън и Лора Лини в ролите на професора и съпругата му, а така също и на романа на Т. К. Бойл „Вътрешният кръг“ (2004). През 2005 г. PBS заснема документалният филм „Кинси“, в който Институтът „Кинси“ дава изключителен достъп до някои от документите си. В Чикаго през 2003 г. е представен и мюзикълът „Д-р Секс“, посветен на Кинси.

## Значими публикации
- „Нови видове и синонимия на американската дъболистна шикалкотворка“. В: Бюлетин на Американския музей по естествознание. 1920
- „История на живота на американската дъболистна шикалкотворка“. В: Бюлетин на Американския музей по естествознание. 1920
- „Филогенеза и биологическа характеристика на род Шикалкотворки“. В: Бюлетин на Американския музей по естествознание. 1920
- „Въведение в биологията“. 1926
- „Родът Cynips на шикалкотворките: изследване произхода на вида“. 1920
- „Ново въведение в биологията“. 1933, преработено 1938
- „Произход на по-високите разреди Cynips“. 1935
- „Сексуалното поведение на мъжа“. 1948, второ издание 1998
- „Сексуалното поведение на жената“. 1953, второ издание 1998